# Тобысь (приток Иоссера)
Тобысь — река в России, протекает в Корткеросском и Княжпогостском районах Республике Коми. Длина реки составляет 70 км.
Начинается около истоков реки Сывъю. От истока течёт в общем северном направлении через елово-берёзовую и сосновую тайгу. Ширина реки в нижнем течении — 8 метров, глубина — 1,5 метра. При слиянии с Висом на высоте 120,8 метров над уровнем моря образует реку Иоссер.

## Притоки
- 18 км: Степанов Ручей (пр)[2]
- 24 км: Локчим (лв)
- 44 км: река без названия (лв)

## Данные водного реестра
По данным государственного водного реестра России относится к Двинско-Печорскому бассейновому округу, водохозяйственный участок реки — Вычегда от города Сыктывкар и до устья, речной подбассейн реки — Вычегда. Речной бассейн реки — Северная Двина.
Код объекта в государственном водном реестре — 03020200212103000021999.